# Hay Mohammadi
Hay Mohammadi (en àrab حي المحمدي, Ḥayy al-Muḥammadī; en amazic ⵃⴰⵢ ⵎⵓⵃⴰⵎⴰⴷⵉ) és un districte (arrondissement) de la ciutat de Casablanca, dins la prefectura de Casablanca, a la regió de Casablanca-Settat, al Marroc. Segons el cens de 2014 tenia una població total de 138.760 persones.

## Residents notables
- Laarbi Batma - cantant
- Nass El Ghiwane